# Morpholeria ruficornis
Morpholeria ruficornis – gatunek muchówki z rodziny błotniszkowatych i podrodziny Heleomyzinae.
Gatunek ten opisany został w 1830 roku przez Johanna Wilhelma Meigena jako Helomyza ruficornis.
Muchówka o ciele długości od 3,5 do 5 mm. Czułki mają trzeci człon zaokrąglony, a aristę o długości mniejszej niż wysokość głowy. W chetotaksji tułowia występuje jedna para szczecinek śródplecowych leżąca przed szwem poprzecznym oraz jedna para szczecinek sternopleuralnych. Przedpiersie jest nagie. Kolce na żyłce kostalnej skrzydła są dłuższe niż owłosienie. Tylna para odnóży samca ma na górnej stronie uda trzy lub cztery szczecinki. W narządach rozrodczych samców edyty są zbudowane z dwóch płatów, z których przedni jest dwukrotnie szerszy niż tylny. U samic przysadki odwłokowe są owłosione, pozbawione szczecin.
Owad znany z Portugalii, Andory, Irlandii, Wielkiej Brytanii, Francji, Belgii, Holandii, Niemiec, Szwajcarii, Austrii, Włoch, Danii, Szwecji, Finlandii, Polski, Czech, Węgier, Litwy, Łotwy, Ukrainy, Rumunii, Bułgarii, europejskiej części Rosji i Kaukazu.